# 川沙県
川沙県（せんさ-けん）は中華人民共和国上海市にかつて存在した県。現在の浦東新区の一部に相当する。

## 歴史
1802年（嘉慶10年）に設置された川沙庁を全身とする。1912年（民国元年）に川沙県と改称された。
当初は江蘇省に属していたが、1958年に上海市に移管された。1993年に廃止され、管轄区域は浦東新区に編入された。